# Pablo Elisii
Pablo Elisii (14 de octubre de 1971) es un deportista argentino que compitió en judo. Ganó una medalla de bronce en los Juegos Panamericanos de 1995, y una medalla de bronce en el Campeonato Panamericano de Judo de 1994.
Participó en los Juegos Olímpicos de Atlanta 1996, donde finalizó decimoséptimo en la categoría de –86 kg.

## Palmarés internacional
| Juegos Panamericanos    | Juegos Panamericanos      | Juegos Panamericanos | Juegos Panamericanos |
| Año                     | Lugar                     | Medalla              | Categoría            |
| ----------------------- | ------------------------- | -------------------- | -------------------- |
| 1995                    | Mar del Plata (Argentina) | Medalla de bronce    | –86 kg               |
| Campeonato Panamericano |                           |                      |                      |
| Año                     | Lugar                     | Medalla              | Categoría            |
| 1994                    | Santiago de Chile (Chile) | Medalla de bronce    | –86 kg               |